# Inteligentny licznik

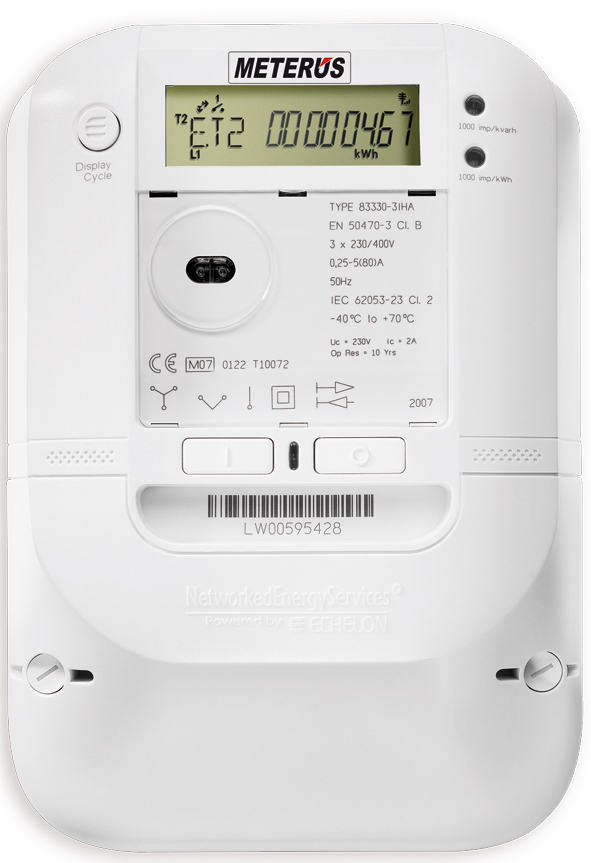
Przykład inteligentnego licznika energii elektrycznej korzystającego z otwartego protokołu OSGP, wykorzystywanego w Europie, który może zmniejszać obciążenie sieci, odłączać i podłączać na odległość oraz łączyć się z licznikami zużycia gazu i wody.

Inteligentny licznik – najczęściej licznik energii elektrycznej, który rejestruje zużycie energii elektrycznej w przedziałach 1-godzinnych albo krótszych oraz przekazuje tę informację co najmniej raz dziennie do zakładu energetycznego dla celów monitoringu i zarządzania siecią oraz pobierania opłat. Inteligentne liczniki umożliwiają dwustronną komunikację pomiędzy licznikiem i centralnym systemem. W przeciwieństwie do domowych systemów energetycznego monitoringu, inteligentne liczniki mogą zbierać dane do raportowania na odległość. Liczniki inteligentne są elementem zaawansowanej infrastruktury pomiarowej (Advanced Metering Infrastructure, AMI).
W Unii Europejskiej do 2020 roku co najmniej 80% liczników energii elektrycznej powinno zostać wymienione na inteligentne, jeżeli jest to uzasadnione ekonomicznie.
Według danych operatorów systemu dystrybucyjnego na koniec 2017 roku w Polsce zainstalowano następującą liczbę liczników: 
- Energa Operator - 832 tys.[3] (portal "Mój licznik" służący do analizowania danych o bieżącym zużyciu energii elektrycznej[4]),
- Tauron Dystrybucja - wymiana 400 tys. liczników, z czego 350 tys. we Wrocławiu[5][6] (podstrona TAURON eLicznik służąca do analizowania danych o bieżącym zużyciu energii elektrycznej[7]),
- PGE Dystrybucja - 26 tys. w Łodzi i 24 tys. w Augustowie[8],
- Enea Operator - spółka planowała montaż ok. 100 tys. liczników w latach 2016-2017, choć przy końcu 2016 uznała, że na rynku brak właściwych urządzeń i rozpisała konkurs w ramach partnerstwa innowacyjnego na produkcję odpowiednich liczników inteligentnych[9][10],
- Iinnogy Stoen Operator - 100 tys. w dzielnicy Praga-Południe w Warszawie[11].

W Polsce jest ok. 12,8 mln liczników energii elektrycznej wymagających wymiany.